# Agrostophyllum montanum
Agrostophyllum montanum är en orkidéart som beskrevs av Rudolf Schlechter. Agrostophyllum montanum ingår i släktet Agrostophyllum och familjen orkidéer. Inga underarter finns listade i Catalogue of Life.